# Garrovillas de Alconétar
Garrovillas de Alconétar est une commune de la province de Cáceres dans la communauté autonome d'Estrémadure en Espagne.